# Гиперион (роман Гёльдерлина)
«Гиперион, или Отшельник в Греции» (нем. Hyperion; oder, Der Eremit in Griechenland) — роман немецкого писателя Фридриха Гёльдерлина, опубликованный в 1797—1799 годах.

## Содержание
«Гиперион» имеет форму романа в письмах. Его действие происходит в Древней Греции, причём речь идёт об идеализированной действительности, только номинально связанной с историей. Литературоведы видят чёткие параллели между происходящим в романе и отдельными событиями из жизни Гёльдерлина. Прототип Диотимы, которую безответно любит главный герой, — Сюзетта Гонтар, в персонаже по имени Алабанда соединены черты Шиллера, Фихте и Синклера (друга автора).

## Восприятие и значение
«Гиперион» сочетает в себе черты «романа воспитания», эпистолярного романа, характерного для эпохи сентиментализма, и романтической исповедальной прозы. Он считается выдающимся произведением, причём в деталях его оценки заметно различаются.
Итальянский композитор Бруно Мадерна написал на основе романа одноимённую оперу.